# Gallodactylus
Gallodactylus is een geslacht van pterosauriërs behorend tot de groep van de Pterodactyloidea dat tijdens het Laat-Jura leefde in het gebied van het huidige Europa. De enige benoemde soort is Gallodactylus canjuersensis.

## Vondst en naamgeving
In 1974 beschreef en benoemde de Franse paleontoloog Jacques Fabre, een fossiel als Gallodactylus canjuersensis. De geslachtsnaam verwijst naar Gallia, vaak aan Frankrijk gelijkgesteld, en de uitgang dactylus, 'vinger' wordt sinds Pterodactylus vaak voor pterosauriërs gebruikt. De soortaanduiding verwijst naar de vindplaats op de legerbasis van Canjuers in het departement Var, de kalksteengroeven van Les Bessons nabij Aiguines. Een gedeelte daarvan werd geëxploiteerd door de familie Ghirardi die er eind jaren zestig veel fossielen verzamelde. Het is niet bekend wanneer en waar precies het stuk gevonden werd. Het werd voor het eerst in 1971 in de wetenschappelijke literatuur gemeld door Léonard Ginsburg en Guy Mennessier. In 1976 publiceerde Fabre een uitgebreidere beschrijving, waarin hij de soort opnieuw benoemde maar de eerdere publicatie niet vermeldde. De beschrijving uit 1974 was echter voldoende geweest en de soort was dus toen al geldig benoemd. Dit heeft tot veel verwarring geleid waarbij sommige bronnen 1974 en andere 1976 als jaar van naamgeving geven.
Het holotype, MNHN CNJ-71, gevonden op de Petit Plan de Canjuers in een laag die dateert uit het onderste Tithonien, bestaat uit een vrij volledig skelet van een onvolgroeid individu, op een plaat en tegenplaat. Het ligt gedeeltelijk in anatomisch verband. De staart, het borstbeen, de opperarmbeenderen, de onderarmen, de buikribben en de prepubes ontbreken. Het fossiel maakt deel uit van de collectie van het Muséum national d'histoire naturelle waaraan de Ghirardis in 1983 heel hun verzameling overdeden toen het gebied een militair oefenterrein werd.
Het viel Fabre meteen op dat de soort nauw verwant was aan de al bekende Pterodactylus suevicus; hij besloot deze uit het al overladen geslacht Pterodactylus te nemen en bij zijn nieuwe geslacht onder te brengen als Gallodactylus suevicus. Nu had in 1870 Harry Govier Seeley P. suevicus al eens een nieuw geslacht gegeven: Cycnorhamphus. Deze naam was echter door toedoen van Felix Plieninger vanaf 1907 in onbruik geraakt. Plieninger had zijn afwijzing van Cycnorhamphus mede gebaseerd op een vermeende slechte beschrijving door Seeley van het fossiel en Fabre nam die afwijzing gewoon over. In 1996 wees Christopher Bennett er echter op dat dergelijke beschrijvingsfouten een naam niet ongeldig maken en dat Cycnorhamphus prioriteit bezit. Wie dus, net als Bennet zelf, beide soorten in één geslacht blijft onderbrengen, zal moeten spreken van een Cycnorhamphus canjuersensis. Sommige paleontologen echter blijven een onderscheid maken: het hangt van de persoonlijke keuze af of men soorten in een geslacht wil verenigen. In 2013 ging Bennett nog verder en stelde dat Gallodactylus canjuerensis een jonger synoniem was van Cycnoramphus suevicus. Het feit dat Gallodactylus uit een jongere laag komt, achtte hij niet beslissend.

## Beschrijving
Gallodactylus was een vrij kleine pterosauriër. Het holotype heeft volgens Bennett een spanwijdte van ongeveer 165 centimeter maar zou nog onvolgroeid zijn.
In 1974 gaf Fabre een diagnose van het geslacht op zich, het vergelijkend met Pterodactylus. Het bezit geen snuitkam maar wel een schedelkam. Het is groter. Later werd bij G. suevicus overigens alsnog een snuitkam vastgesteld.
In 1974 en 1976 gaf Fabre zes typerende kenmerken aan, het fossiel vergelijkend met G. suevicus, zijn naam voor C. suevicus. De fenestra nasoantorbitalis heeft een lengte die tweemaal de grootste diameter van de oogkas bedraagt. De bovenste en onderste slaapvensters zijn kleiner dan die van G. suevicus. Het vierde kootje van de vleugelvinger is relatief kleiner ten opzichte van het derde kootje, vergeleken met G. suevicus. Het foramen obturatum opent in de beennaad tussen schaambeen en zitbeen. Het achterhoofd is laag en trapeziumvormig, en een voortzetting van de lengteas van de schedel, vergeleken met de hoge afgeronde vorm bij G. suevicus.  Ondanks zijn grotere lichaamsomvang heeft Gallodactylus een in absolute zin kleiner opperarmbeen en scheenbeen dan G. suevicus.
Gallodactylus verschilt van Cycnorhamphus in de proporties: het opperarmbeen en het scheenbeen zijn relatief wat korter, de middenhandsbeenderen wat langer. De punt op het achterhoofd is wat spitser en meer naar beneden gericht. Volgens Bennett kunnen dit individuele variaties binnen één soort vertegenwoordigen en hij heeft dan ook gespeculeerd dat Gallodactylus aan Cycnorhamphus suevicus identiek is. Als enige serieuze verschil zag hij in 1996 de vorm van de kaken: de punten daarvan staan bij het holotype van Gallodactylus zo sterk uit elkaar dat het twijfelachtig wordt of ze vooraan gesloten zouden kunnen worden. Dit zou volgens hem echter ook een gevolg kunnen zijn van een vervorming van het fossiel.
In 2013 behandelde hij punt voor punt de zes kenmerken uit de diagnose van Fabre. Het verschil in de omvang van de fenestra nasoantorbitlis zag hij als een geval van allometrie. Bij pterosauriërs neemt de relatieve omvang van de oogkas af tijdens de groei. Bennet wees aan Cycnorhamphus suevicus een groot exemplaar toe, de Painten Pelikaan, waarbij de oogkas 34% van de lengte heeft van de nasoantorbitalis. Dat ligt duidelijk lager dan bij GPIT 80, het holotype van C. suevicus, waar de waarde 56% bedraagt. MNHN CNJ71 zou daar tussenin hebben gelegen omdat het exemplaar jongvolwassen was. Fabre ging ervan uit dat het volgroeid was. De slaapvensters achtte Bennett bij Gallodactylus niet meetbaar. Fabre zou het vierde kootje verkeerd hebben gemeten: hij gaf de lengte als zes centimeter maar volgens Bennett zou dat minstens zevenenzestig millimeter hebben bedragen en misschien nog hoger. Een geopend foramen obturatum kan bij GPIT 80 niet worden vastgesteld. Hoe dan ook zou de opening bij volwassen dieren vermoedelijk zijn dichtgegroeid. De achterhoofden van beide holotypen zouden door samendrukking zijn vervormd en dus moeilijk te vergelijken; Bennett vond het achterhoofd van Gallodactylus in ieder geval ook afgerond. De opperarmbeenderen zijn bij Gallodactylus in feite niet bewaard gebleven en de lengte van het scheenbeen kan weer een kwestie zijn van allometrie.

## Fylogenie
Fabre meende in 1974 dat Gallodactylus binnen een onderfamilie Gallodactylinae geplaatst moest worden, maar ging toen nog uit van een positie in een Pterodactylidae, welke notie nu als verouderd moet worden beschouwd.
Alexander Kellner daarentegen blijft Gallodactylus en Cycnoramphus als aparte geslachten behandelen en heeft ze verenigd binnen een klade Gallodactylidae, een term die Peter Wellnhofer benoemde in 1991. Dat is ook de plaatsing die Bennett aanhoudt want het typegenus van een familie hoeft geen prioriteit te hebben ten opzichte van andere geslachten die er deel van uit maken.

## Levenswijze
Volgens de interpretatie van Wellnhofer was Gallodactylus een wader die staande met zijn lange bek in de modder zocht naar ongewervelden. Bennett suggereerde in 2013 een veelvoud aan diëten: kwallen, dieren die op een ondergrond vastgegroeid waren en algen of kreeftjes die uit het water gefilterd werden.